# فريثغوف بيرجمان
فريثغوف بيرجمان (بالإنجليزية: Frithjof Bergmann)‏ هو أستاذ جامعي وفيلسوف أمريكي، ولد في 24 ديسمبر 1930 في جمهورية فايمار.